# Babakanpeuteuy
Babakanpeuteuy is een bestuurslaag in het regentschap Bandung van de provincie West-Java, Indonesië. Babakanpeuteuy telt 9502 inwoners (volkstelling 2010).